# Amblyxypha vittata
Amblyxypha vittata är en insektsart som först beskrevs av Walker, F. 1870.  Amblyxypha vittata ingår i släktet Amblyxypha och familjen gräshoppor. Inga underarter finns listade i Catalogue of Life.